# Maria Eleni Kopa
Maria Eleni Kopa, gr. Μαριλένα Κόππα (ur. 1 marca 1963 w Atenach) – grecka polityk i prawniczka, posłanka do Parlamentu Europejskiego VI i VII kadencji.

## Życiorys
Ukończyła w 1985 studia prawnicze na Uniwersytecie Ateńskim. Kształciła się następnie w Brukseli i Paryżu, uzyskując dyplom DEA i stopień doktora w zakresie polityki porównawczej. Od 1985 należy do zrzeszenia adwokackiego w Atenach. W latach 1994–2000 była doradcą ds. Bałkanów w Ministerstwie Spraw Zagranicznych. W 2002 zajęła się także działalnością akademicką na Uniwersytecie Panteion.
W 2005 zasiadła w radzie krajowej Panhelleńskiego Ruchu Socjalistycznego (PASOK). Rok wcześniej bez powodzenia kandydowała do Parlamentu Europejskiego z listy tej partii. Mandat eurodeputowanej objęła jednak w trakcie kadencji jesienią 2007. W wyborach w 2009 skutecznie ubiegała się o reelekcję. W VII kadencji przystąpiła do grupy socjalistycznej, a także do Komisji Spraw Zagranicznych oraz Podkomisji Bezpieczeństwa i Obrony.